# غوس فيليكس
غوس فيليكس (بالإنجليزية: Gus Felix)‏ هو لاعب كرة قاعدة أمريكي، ولد في 24 مايو 1895 في سينسيناتي في الولايات المتحدة، وتوفي في 12 مايو 1960 في مونتغومري في الولايات المتحدة.

## وصلات خارجية
- غوس فيليكس على موقعبيزبول رفرنس.كوم (الدوري الرئيسي) (الإنجليزية)
- غوس فيليكس على موقعبيزبول رفرنس.كوم (الدوري الثانوي) (الإنجليزية)